# Florence Meier Chase
Florence Meier Chase (1902 - 6 de mayo de 1978) fue una botánica estadounidense quién investigó la interacción entre radiación solar y algas en el Instituto Smithsoniano. Fue miembro de la Asociación Estadounidense para el Avance de la Ciencia; y, miembro honorario de la Sociedad Botánica de Washington. Se casó con el Dr. William Wiley Chase.

## Biografía
Obtuvo su B.A. por la Wellesley College; y, su Ph.D. por la Universidad de Ginebra en Suiza. Fue asistente de investigaciones en el Departamento de Botánica en Universidad de Columbia, antes de mudarse a Washington D. C..
En Washington,  trabajó para el Instituto Smithsoniano en el Observatorio Astrofísico Smithsoniano, donde estudió fotosíntesis.

## Accidente
Mientras mostraba a visitantes en el Edificio Institucional Smithsonian el 14 de febrero de 1937, la Dra. Meier dio un paso atrás, y olvidó que la puerta de trampa estaba abierta detrás de ella, y cayó a través de él hasta el piso de abajo, y se rompió la espalda. Fue llevada al Garfield Memorial Hospital. En el hospital,  se ocupó de ella, el Dr. William Wiley Chase, jefe del Departamento de Cirugía. Este fue su primer encuentro y finalmente se casaron.

## Obras

### Algunas publicaciones
- Colonial formation of unicellular green Algae under various light conditions. Washington: Smithsonian Institution (1934).

- Cultivating Algae for scientific research. Washington: United State Government Printing Office (1933).

- Effects of intensities and wave lengths of light on unicellular green Algae. Washington: Smithsonian Institution (1934).

- Growth of a green alga in isolated wave-length regions. Washington: Smithsonian Institution (1936).

- Lethal action of ultra-violet light on a unicellular green alga. Washington: Smithsonian Institution (1932).

- Lethal effect of short wave lengths of the ultraviolet on the alga Chlorella vulgaris. Washington: Smithsonian Institution (1936).

- The microscopic plant and animal world in ultraviolet light. Washington: United State Government Printing Office (1935).

- Reactions to ultraviolet radiation. Washington: Smithsonian Institution (1937)

- Stimulative effect of short wave lengths of the ultraviolet on the alga Stichococcus bacillaris. Washington: Smithsonian Institution (1939).